# Val-de-la-Hune
Val-de-la-Hune is een fusiegemeente (commune nouvelle) in het Franse departement Sarthe in de regio Pays de la Loire. De gemeente maakt deel uit van het arrondissement Mamers.

## Ontstaan
Val-de-la-Hune is op 1 januari 2025 ontstaan door de fusie van de gemeenten Saint-Mars-de-Locquenay en Volnay.